# Samariola camerounensis
Samariola camerounensis is een vliesvleugelig insect uit de familie Aphelinidae. De wetenschappelijke naam is voor het eerst geldig gepubliceerd in 1983 door Hayat.